# Горошино (Полтавская область)
Горошино (укр. Горошине) — село, Горошинский сельский совет, Семёновский район, Полтавская область, Украина.
Код КОАТУУ — 5324581501. Население по переписи 2001 года составляло 828 человек.
Является административным центром Горошинского сельского совета, в который, кроме того, входят сёла Гаевка, Кукобы и
Старый Калкаев.

## Географическое положение
Село Горошино находится на левом берегу реки Сула, выше по течению на расстоянии в 2,5 км расположено село Гаевка, ниже по течению на расстоянии в 1 км расположено село Мироны, на противоположном берегу — село Старый Мохнач (Чернобаевский район). Река в этом месте извилистая, образует лиманы, старицы и заболоченные озёра.

## История
Традиционно ассоциируется с летописным городом Горошином, упомянутом в «Поучении» Владимира Мономаха в связи с событиями 1084 года. Однако исследователь Посулья Ю. Ю. Моргунов считал, что Горошин был расположен несколько выше по течению реки, а основание нового поселения и перенос названия связывал с переселением в более поздний период.
В 1640 году при Горошине татары разбиты Конецпольским. В 1658 и 1666 году Горошин был сожжен и ограблен татарами и поляками. До 1648 года город входил в состав Вишневетчины; здесь числилось по люстрации 107 господарей и 11 мельничных колес. Затем Горошин состоял сотенным местечком Лубенского полка.
13 сентября 1744 года императрица Елизавета пожаловала Горошино Демьяну Оболонскому.
Самая старая церковь Захарии и Елисаветы
Есть на карте 1787 года
В начале XX века находился в Хорольском уезде Полтавской губернии. Дворов 471, жителей 2345. 2 церкви, 2 школы, 5 лавок, еженедельные базары, 4 ярмарки в году, значительные водяные мельницы и винокуренный завод.

## Экономика
- «Вилус», ООО.

## Объекты социальной сферы
- Школа.
- Дом культуры.

## Достопримечательности
- Сулинский ландшафтный заказник.